# Jean-Pierre Stock
Jean-Pierre Stock (ur. 5 kwietnia 1900 w Paryżu, zm. 2 października 1950 w Caracas) – francuski wioślarz, srebrny medalista olimpijski.
Wystąpił na igrzyskach olimpijskich w Paryżu w 1924, gdzie Francuzi w składzie: Marc Detton i Jean-Pierre Stock zdobyli srebrny medal w dwójkach podwójnych. W wyścigu finałowym o 4 sekundy przegrali z reprezentantami USA: Paulem Costello i Johnem Kellym. Był to jego jedyny start olimpijski.
Wspólnie z Dettonem Stock zdobył również złoto w dwójkach podwójnych na mistrzostwach Europy w Pradze (1925).